# Gmina Tapa
Gmina Tapa (est. Tapa vald) – gmina wiejska w Estonii, w prowincji Virumaa Zachodnia.
Skład gminy:
- Miasto: Tapa, Tamsalu.
- Alevik: Lehtse, Sääse.
- Wieś: Aavere, Alupere, Araski, Assamalla, Imastu, Jootme, Jäneda, Järsi, Järvajõe, Kadapiku, Kaeva, Karkuse, Kerguta, Koiduküla, Koplitaguse, Kuie, Kullenga, Kursi, Kuru, Kõrveküla, Lemmküla, Linnape, Loksa, Loksu, Lokuta, Läpi, Läste, Metskaevu, Moe, Naistevälja, Nõmmküla, Näo, Patika, Piilu, Piisupi, Porkuni, Pruuna, Põdrangu, Rabasaare, Raudla, Rägavere, Räsna, Saiakopli, Saksi, Sauvälja, Savalduma, Tõõrakõrve, Türje, Uudeküla, Vadiküla, Vahakulmu, Vajangu, Vistla, Võhmetu, Võhmuta.

## Miasta partnerskie
- Trosa
- Akaa
- Pyhäntä
- Siikajoki
- Siikalatva
- Hohenfelde
- Preetz
- Cumberland